# 2013–2014-es magyar női vízilabdakupa
A 2013–2014-es magyar női vízilabdakupa, szponzorált nevén az Theodora-Magyar Kupa, a tizennegyedik kiírás volt a versenysorozat történetében. A kupára kilenc csapat nevezett. A győzelmet a Dunaújvárosi Főiskola szerezte meg.

## Eredmények

### Selejtező
október 26–27.
A csoport (Komjádi uszoda)
| Hely. | Csapat                  | M | Gy | D | V | G+ | G– | Gk  | P  | Továbbjutás vagy kiesés    |       | DUV   | EGER  | BVSC | BHSE  | ASI  |
| ----- | ----------------------- | - | -- | - | - | -- | -- | --- | -- | -------------------------- | ----- | ----- | ----- | ---- | ----- | ---- |
| 1.    | Dunaújvárosi Főiskola   | 4 | 4  | 0 | 0 | 70 | 33 | +37 | 12 | Továbbjutott az elődöntőbe |       | —     | 11–10 | 14–8 | 23–11 | 22–4 |
| 2.    | Egri VK                 | 4 | 3  | 0 | 1 | 60 | 28 | +32 | 9  | Továbbjutott az elődöntőbe |       | 10–11 | —     | 12–5 | 25–7  | 13–5 |
| 3.    | BVSC-Zugló              | 4 | 2  | 0 | 2 | 53 | 37 | +16 | 6  |                            |       | 8–14  | 5–12  | —    | 17–4  | 23–7 |
| 4.    | Bp. Honvéd              | 4 | 1  | 0 | 3 | 32 | 73 | −41 | 3  |                            | 11–23 | 7–25  | 4–17  | —    | 10–8  |      |
| 5.    | Angyalföldi Sportiskola | 4 | 0  | 0 | 4 | 24 | 68 | −44 | 0  |                            | 4–22  | 5–13  | 7–23  | 8–10 | —     |      |

B csoport (Szeged)
| Hely. | Csapat             | M | Gy | D | V | G+ | G– | Gk  | P | Továbbjutás vagy kiesés    |      | SZEN  | SZEG  | UVSE | KAP   |
| ----- | ------------------ | - | -- | - | - | -- | -- | --- | - | -------------------------- | ---- | ----- | ----- | ---- | ----- |
| 1.    | Szentesi VK        | 3 | 3  | 0 | 0 | 40 | 24 | +16 | 9 | Továbbjutott az elődöntőbe |      | —     | 12–11 | 9–6  | 19–7  |
| 2.    | Universitas Szeged | 3 | 2  | 0 | 1 | 41 | 30 | +11 | 6 | Továbbjutott az elődöntőbe |      | 11–12 | —     | 12–9 | 18–9  |
| 3.    | UVSE               | 3 | 1  | 0 | 2 | 35 | 31 | +4  | 3 |                            |      | 6–9   | 9–12  | —    | 20–10 |
| 4.    | Kaposvári VK       | 3 | 0  | 0 | 3 | 26 | 57 | −31 | 0 |                            | 7–19 | 9–18  | 10–20 | —    |       |

### Elődöntő
november 15., Szolnok
| 1. csapat             | Eredmény | 2. csapat          |
| --------------------- | -------- | ------------------ |
| Dunaújvárosi Főiskola | 12–10    | Szentesi VK        |
| Egri VK               | 13–9     | Universitas Szeged |

### Döntő
| 2013. november 17. 14:30 | Dunaújvárosi Főiskola                                                                  | 10–9 | Egri VK                                 | Szolnok Nézőszám: 400 Játékvezetők: Fekete Balázs Kun György |
| 2013. november 17. 14:30 | (4–3, 3–2, 3–2, 0–2)                                                                   |      |                                         | Szolnok Nézőszám: 400 Játékvezetők: Fekete Balázs Kun György |
| 2013. november 17. 14:30 | Gurisatti 2 Miskolczi 2 Garda 1 Menczinger 1 Horváth B. 1 Polák 1 Ziegler 1 Szilágyi 1 |      | Clayton 4 Czigány 3 Somhegyi 1 Zajácz 1 | Szolnok Nézőszám: 400 Játékvezetők: Fekete Balázs Kun György |

A Dunaújvárosi Főiskola kupagyőztes csapatának tagjai: Bárdos Gréta, Brezovszki Gerda, Csabai Dóra, Garda Krisztina, Gurisatti Gréta, Horváth Brigitta, Kasó Orsolya, Menczinger Kata, Miskolczi Kitti, Polák Zsófia, Sinka Gréta, Szilágyi Dorottya, Ziegler Diána, vezetőedző: Mihók Attila